# ルルアーク
株式会社ルルアーク（LULUARQ）は、福岡県福岡市に本社を置き、アミューズメント施設やカプセルトイショップの運営などを手掛ける企業。オリックスの子会社。旧社名は大長商事株式会社。

## 概要
1958年に自動販売機のオペレーターとして創業。1968年に大長商事株式会社として法人へ改組。アミューズメント施設には1975年に、カプセルトイ自販機事業は1980年にそれぞれ進出した。
その後は1981年に玩具卸売事業、1990年に「スタジアム」の名でテレビゲームショップ事業にも進出した。アミューズメント施設やカプセルトイショップの店舗網を拡大させていったが、同業者間の競争激化やプリクラブームの終焉とともに経営が悪化。さらに追い打ちをかけるかのように、出店経費やアーケードゲーム機の更新負担が経営を圧迫。このため、2009年1月19日に福岡地方裁判所へ民事再生法を申請し、同年2月23日に民事再生手続開始決定を受けた。負債総額は約55億円であった。民事再生法申請時点では、アミューズメント施設事業は郊外型店舗の「FESTA」8店舗、ショッピングセンター出店型店舗の「ふぇすたらんど」29店舗、「THE 3RD PLANET」のFC店2店舗を展開していた。
大長商事は、経営再建策として、2009年2月20日に玩具卸売事業並びにアミューズメント景品販売事業から撤退したと同時に東京支社を閉鎖した他、同年3月1日付でザ・サードプラネット（後の駿河管財）とのFC契約を解除し、自社ブランドによるアミューズメント施設やカプセルトイショップの運営に専念しながら再建を図り、2011年には屋内遊具施設である「Niko Niko Garden」の展開を開始。2013年1月に福岡地方裁判所から民事再生手続終結決定を受け、自主再建を果たした。
民事再生手続終結決定後は、2014年からカプセルトイショップである「Pon!」「ガチャガチャの森」を展開している他、アミューズメント施設はショッピングセンター出店型の「ふぇすたらんど」「Niko Niko Garden」のみを展開している。
カプセルトイショップである「Pon!」「ガチャガチャの森」は、同業他社が店舗にスタッフを常駐せずに営業担当が各店舗を回って商品の補充を行っているのに対し、「Pon!」「ガチャガチャの森」では店舗スタッフを常に常駐させている。
2018年12月1日付で商号を大長商事株式会社から、株式会社ルルアークに変更した。
2025年4月24日にオリックスが当社の全株式を取得し同社の傘下となった 。

## 沿革
- 1958年4月 - 福岡市中央区天神に自動販売機のオペレーターとして創業。
- 1968年6月 - 大長商事株式会社として法人へ改組。
- 1975年9月 - アミューズメント施設事業へ進出。
- 1980年
  - 7月 - 本社を福岡市中央区舞鶴へ移転。
  - 9月 - カプセルトイ自販機事業へ進出。
- 1981年9月 - 玩具卸売事業へ進出。
- 1986年9月 - 本社を福岡市中央区那ノ津へ移転。
- 1988年3月 - 本社を福岡市東区へ移転。
- 1990年10月 - テレビゲームショップ事業に進出し、「スタジアム」の名で店舗展開を開始（2001年12月撤退）。
- 1999年10月 - アミューズメント景品販売事業へ進出。
- 2005年 - 社長が創業者の長友隆典から長友一郎に交代[2]。
- 2009年
  - 1月 - 福岡地方裁判所へ民事再生法を申請。
  - 2月 - 福岡地方裁判所から民事再生手続開始決定を受ける。玩具卸売事業並びにアミューズメント景品販売事業から撤退したと同時に、東京支社を閉鎖。
  - 12月 - 福岡地方裁判所から民事再生計画の認可を受ける[9]。
- 2011年11月 - 屋内遊具施設である「Niko Niko Garden」の展開を開始。
- 2013年1月 - 福岡地方裁判所から民事再生手続結了決定を受ける。
- 2014年5月 - カプセルトイショップの展開を開始[5]。
- 2018年12月 - 商号を株式会社ルルアークへ変更。
- 2021年10月 - 東京オフィスを開設。
- 2025年4月 - オリックスの子会社となる。

## 事業所
- 本社 - 福岡県福岡市東区松島3-30-23
- 東京オフィス - 東京都渋谷区神宮前6-28-9 東武ビル6F リージャス原宿ビジネスセンター内
- 大阪倉庫 - 大阪府豊中市庄本町2-9-13
- 埼玉倉庫 - 埼玉県草加市稲荷6-6-40

## 店舗
アミューズメント施設である「FESTA」「ふぇすたらんど」、屋内遊具施設である「Niko Niko Garden」、カプセルトイショップである「Pon!」「ガチャガチャの森」を、東北から九州にかけて展開している。カプセルトイショップは2023年4月現在、70店舗を展開している。
アミューズメント施設並びに屋内遊具施設の詳細はふぇすたWEBを、「ガチャガチャの森」の詳細は店舗一覧をそれぞれ参照。